# Stylogaster bakeri
Stylogaster bakeri är en tvåvingeart som beskrevs av Mario Bezzi 1916. Stylogaster bakeri ingår i släktet Stylogaster och familjen stekelflugor. Inga underarter finns listade i Catalogue of Life.